# Катинаць
45°40′ пн. ш. 17°25′ сх. д. / 45.66° пн. ш. 17.41° сх. д.
Катинаць (хорв. Katinac) — населений пункт у Хорватії, у Б'єловарсько-Білогорській жупанії у складі громади Джуловаць.

## Населення
Населення за даними перепису 2011 року становило 115 осіб.
Динаміка чисельності населення поселення: